# Бішигінське сільське поселення
Біши́гінське сільське поселення (рос. Бишигинское сельское поселение) — сільське поселення у складі Нерчинського району Забайкальського краю Росії.
Адміністративний центр — село Бішигіно.

## Населення
Населення сільського поселення становить 438 осіб (2019; 479 у 2010, 534 у 2002).

## Склад
До складу сільського поселення входять:
| Населений пункт   | Населення, осіб (2002) | Населення, осіб (2010) |
| ----------------- | ---------------------- | ---------------------- |
| Апрелково, селище | 91                     | 88                     |
| Бішигіно, село    | 443                    | 391                    |